# Список дипломатических миссий Северной Македонии

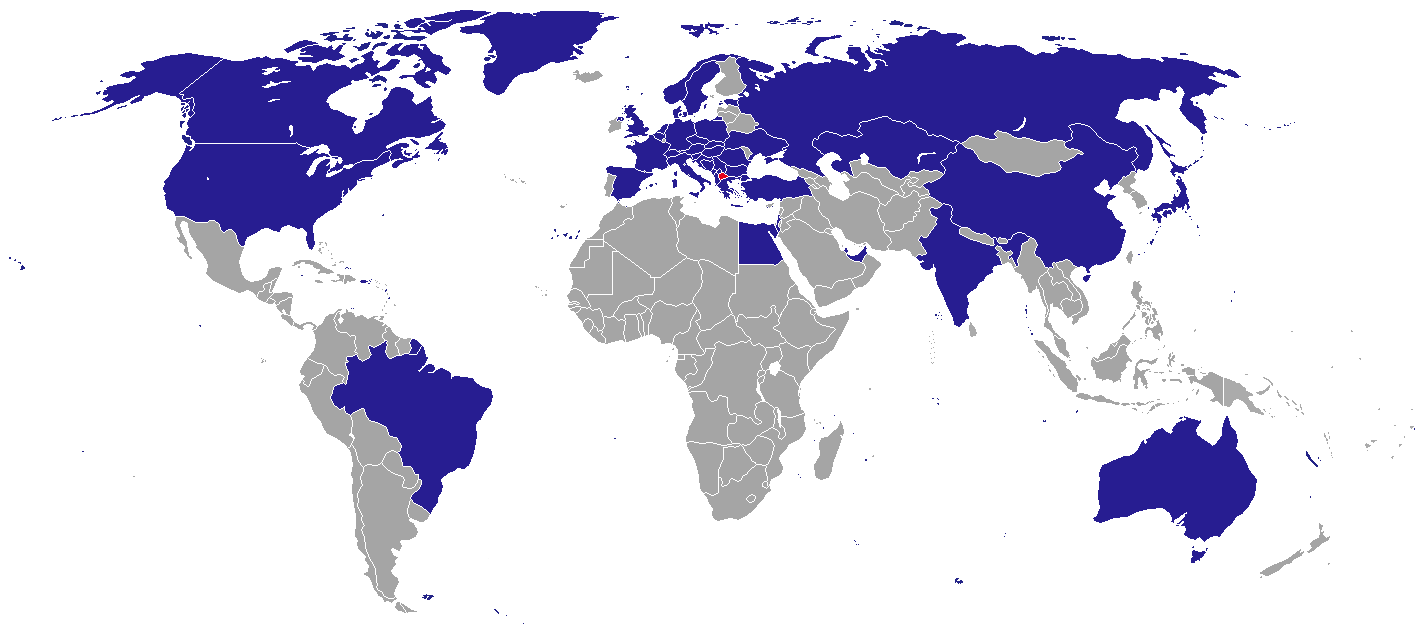

Список дипломатических миссий Северной Македонии — дипломатические представительства Северной Македонии находятся преимущественно в странах Европы и Северной Америки.

## Европа
- Албания, Тирана (посольство)
- Австрия, Вена (посольство)
- Бельгия, Брюссель (посольство)
- Босния и Герцеговина, Сараево (посольство)
- Болгария, София (посольство)
- Хорватия, Загреб (посольство)
- Чехия, Прага (посольство)
- Дания, Копенгаген (посольство)
- Эстония, Таллин (представительство)
- Франция, Париж (посольство)
- Германия, Берлин (посольство)
  - Бонн (представительство)
  - Мюнхен (генеральное консульство)
- Греция, Афины (представительство)
  - Салоники (консульство)
- Ватикан (посольство)
- Венгрия, Будапешт (посольство)
- Италия, Рим (посольство)
  - Венеция (генеральное консульство)
- Косово, Приштина (посольство)
- Черногория, Подгорица (посольство)
- Нидерланды, Гаага (посольство)
- Польша, Варшава (посольство)
- Румыния, Бухарест (посольство)
- Россия, Москва (посольство)
- Сербия, Белград (посольство)
- Словения, Любляна (посольство)
- Испания, Мадрид (посольство)
- Швеция, Стокгольм (посольство)
- Швейцария, Берн (посольство)
- Украина, Киев (посольство)
- Великобритания, Лондон (посольство)

## Америка
- Канада, Оттава (посольство)
  - Торонто (генеральное консульство)
- США, Вашингтон (посольство)
  - Чикаго (генеральное консульство)
  - Детройт (генеральное консульство)
  - Нью-Йорк (генеральное консульство)

## Африка
- Египет, Каир (посольство)

## Азия
- Китай, Пекин (посольство)
- Индия, Нью-Дели (посольство)
- Израиль, Тель-Авив (посольство)
- Катар, Доха (посольство)
- Турция, Анкара (посольство)
  - Стамбул (генеральное консульство)

## Океания
- Австралия, Канберра (посольство)
  - Мельбурн (генеральное консульство)

## Международные организации
- - Брюссель (постоянная миссия при ЕС и NATO)
  - Женева (постоянная миссия при учреждениях ООН)
  - Нью-Йорк (постоянная миссия при ООН)
  - Париж (постоянная миссия при ЮНЕСКО)
  - Рим (постоянная миссия при ФАО)
  - Страсбург (постоянная миссия при Совете Европы)
  - Вена (постоянная миссия при ОБСЕ)